# Colobothea macularis
Colobothea macularis är en skalbaggsart som först beskrevs av Olivier 1792.  Colobothea macularis ingår i släktet Colobothea och familjen långhorningar.
Artens utbredningsområde är Surinam. Inga underarter finns listade i Catalogue of Life.